# テレレ

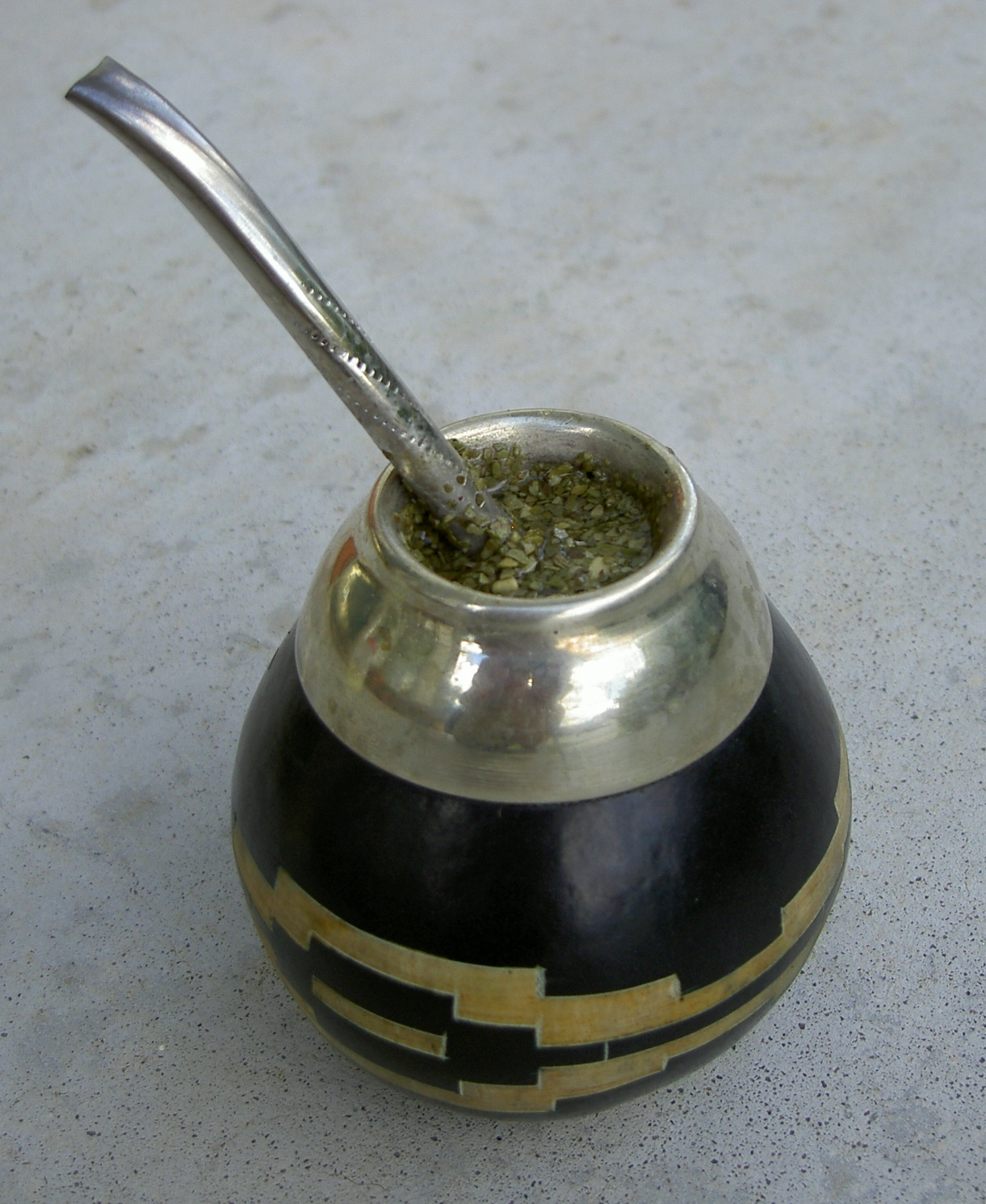

テレレ（Tereré）は冷水でいれるマテ茶（Yerba mate）の飲み方の一種。
グアラニー族伝統の飲み物。パラグアイでよく飲まれている。
木や動物の角などで作ったカップ（グアンパ）に茶葉（イエルバ）を入れ水を注ぎ、先に小さな穴がたくさん空いた特殊なストロー（ボンビーリャ）を使って飲む。